# Cryphia tatsienluica
Cryphia tatsienluica är en fjärilsart som beskrevs av Charles Oberthür 1918. Cryphia tatsienluica ingår i släktet Cryphia och familjen nattflyn. Inga underarter finns listade i Catalogue of Life.